# Слободан Вучинић
Слободан Вучинић (1947, Павино Поље – 2020, Подгорица) био је црногорски пјесник, прозни писац, новинар и културни радник. Аутор је више од двадесет збирки поезије, а његове песме су превођене на неколико европских језика и уврштене у бројне антологије. Био је активан у културним институцијама војске, као и у новинарству, а за свој књижевни и културни рад добио је бројна признања. 

## Биографија
Слободан Вучинић је рођен 1947. године у Павином Пољу. Основно образовање завршио је у Вранешу, а гимназију је похађао у Пљевљима, Чачку и Бијелом Пољу, где је матурирао 1966. године. Студирао је у Београду и Скопљу.
Цјелокупни радни вјек провео је у Југословенској народној армији (ЈНА), касније у Војсци Југославије и Војсци Србије и Црне Горе, радећи на пословима културе и информисања. Од 2007. до пензионисања 2010. године био је начелник Гарнизонске библиотеке у саставу Министарства одбране Црне Горе у Подгорици. Обављао је и функцију начелника Дома ЈНА у Пљевљима, као и дописника листа Војска и магазина Одбрана.
Поред тога, Вучинић је хонорарно радио као новинар, био дописник листа Борба, сарадник Радио Београда, ТВ Пљевља и ТВ канала Ју-инфо.

## Књижевни рад
Вучинић је објавио више од двадесет збирки поезије. Његова поезија се одликује снажном завичајном инспирацијом, богатством и чистотом језика, као и мотивима родољубља, историје, љубави и човековог постојања.

### Објављене збирке поезије:
1. Откуп главе (1972) — Обод, Цетиње
2. Откуп главе, друго издање (1988) — Књижевно друштво „Душко Радовић“, Београд
3. Има нешто (1976) — Међурепубличка заједница за културно-просвјетну дјелатност, Пљевља
4. Пријатељи добар дан (1982) — Књижевни клуб „Далма“, Пљевља
5. Кап завичаја (1982) — НИО „Побједа“, Титоград
6. Земљом је тако (1988) — МРЗ, Пљевља
7. Жељне руке (1989) — Универзитетска ријеч, Никшић
8. Брашњеник (1991) — МРЗ, Пљевља[9]
9. Брашњеник, друго допуњено издање (2000) — НИЦ „Војска“, Београд
10. Ново давно (1997) — Ободско слово“ Ријека Црнојевића и књижевни клуб „Далма“ Пљевља
11. Кључ од куће (1999) — Војно-издавачки завод / НИЦ „Војска“, Београд
12. Страх од јаве, друго издање (2008) — Графо Црна Гора, Подгорица
13. Под прагом закопано (2006) — Графо Црна Гора, Подгорица
14. Погано је причати (2006) — Пљеваљске новине, Пљевља
15. Слане завичајне (2008) — Унирекс, Подгорица
16. Трносплет (2009) — Књижевна задруга Српског народног вијећа, Подгорица
17. Нема правог мелема (2010) — Графо Црна Гора, Подгорица
18. Мајчина душица (2011) — Графо Црна Гора, Подгорица
19. Док смо одлазили (2014) — Књижевни клуб „Далма“, Пљевља
20. Повјеравање бола (2017) — Удружење књижевника Црне Горе, Подгорица[10]
21. Освити завичаја (2019) — Удружење књижевника Црне Горе, Подгорица[11][12]

## Награде и признања
Слободан Вучинић је добитник бројних књижевних награда и признања, међу којима су:
- Награда „Ристо Ратковић“ за младе пјеснике
- Награда лимских вечери поезије у Прибоју
- Награда „Вукови ластари“ у Лозници
- Награда „Блажо Шћепановић“ у Пљевљима, за збирку Брашњеник
- Награда СУБНОР-а Пљевља
- Награда листа Пад, Савеза синдиката Југославије
- Видовданска повеља Удружења књижевника Црне Горе (2016)[14][15]
- Награда „Радован Зоговић“
- Признање књижевног друштва „Запис“ из Горњег Милановца
- Прва награда Књижевне заједнице Југославије (2018)
- Награда „Миодраг Калезић“ (2020)[16]
- Награда Удружења новинара Црне Горе за животно дело (2018)

Такође је одликован:
- Медаљом рада (1980)
- Медаљом борца (2015), поводом 70 година победе над фашизмом

## Наслеђе
Песме Слободана Вучинића превођене су на руски, пољски, бугарски, македонски и словеначки језик. Укључен је у више од двадесет антологија и избора поезије. Његова поезија заступљена је у читанкама и школским програмима.

## Чланства
- Члан Удружења књижевника Црне Горе од 1978. године[18]

- Члан Савеза новинара Југославије од 1983. године

## Извори
Овај текст је дјелимично заснован на подацима из књиге „Освити завичаја“ (2019), Удружење књижевника Црне Горе.